# Ян Коваржик
Ян Коваржик (чеськ. Jan Kovařík, нар. 19 червня 1988, Мост) — чеський футболіст, півзахисник клубу «Богеміанс 1905».
Насамперед відомий виступами за клуби «Яблонець» та «Вікторія» (Пльзень), а також молодіжну збірну Чехії.

## Клубна кар'єра
Народився 19 червня 1988 року в місті Мост. Вихованець юнацьких команд футбольних клубів «Літвінов», «Тепліце», «Мост» та «Славія» .
У дорослому футболі дебютував 2008 року виступами за команду клубу «Динамо» (Чеські Будейовиці), в якій провів один сезон, взявши участь лише у 5 матчах чемпіонату. 
Своєю грою за цю команду привернув увагу представників тренерського штабу клубу «Славія», до складу якого приєднався 2009 року, проте закріпитись у основному складі празької команди не вдалось.
2009 року уклав контракт з клубом «Яблонець», у складі якого провів наступні чотири роки своєї кар'єри гравця.  Більшість часу, проведеного у складі «Яблонця», був основним гравцем команди.
До складу клубу «Вікторія» (Пльзень) приєднався на початку 2013 року. 

## Виступи за збірну
Протягом 2009–2011 років  залучався до складу молодіжної збірної Чехії. На молодіжному рівні зіграв у 20 офіційних матчах, забив 2 голи.

## Титули і досягнення
- Чемпіон Чехії (4):

«Славія»: 2008-09
«Вікторія» (Пльзень): 2012-13, 2014-15, 2015-16
- Володар Суперкубка Чехії (1):

«Вікторія» (Пльзень): 2015